# Fumaria melillaica
Fumaria melillaica là một loài thực vật có hoa trong họ Anh túc. Loài này được Pugsley mô tả khoa học đầu tiên năm 1937.